# Station Toulouse-Matabiau
Station Toulouse-Matabiau is een spoorwegstation in de Franse gemeente Toulouse.